# لقمة إنسية لعظم الظنبوب
اللّقمة الإنسية لعظم الظنبوب (بالإنجليزية: Medial condyle of tibia)‏ هي الجزء الإنسي (الداخلي) من الطرف العلوي لقصبة الساق.
وهي مكان ارتكاز العضلة نصف الغشائية.

## وصلات خارجية
- شكل تشريحي: 17:06-02 على موقع مركز سوني دونستات الطبي (تشريح بشري عبر الإنترنت).
- شكل تشريحي: 17:07-02 على موقع مركز سوني دونستات الطبي (تشريح بشري عبر الإنترنت).
- درسٌ تشريحي حول lljoints مُعدٌ بواسطة ويسلي نورمان (جامعة جورجتاون). (topoftibia)

## صور إضافية

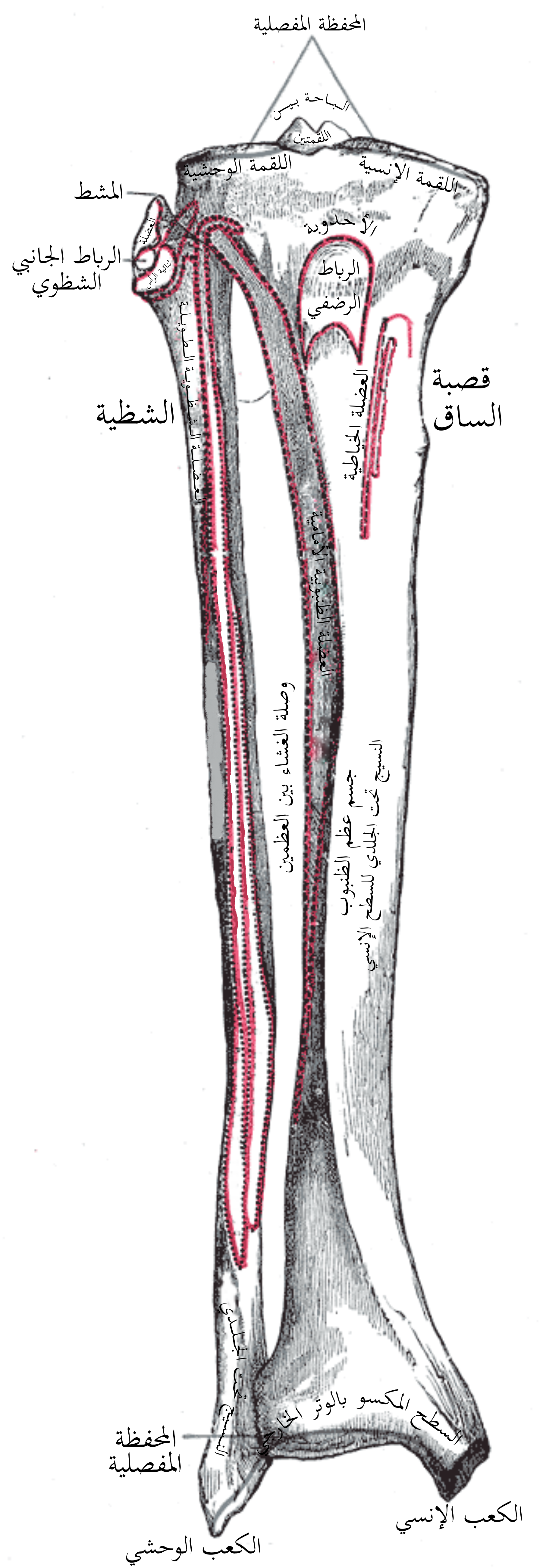
عظام الساق الأيمن ، نظرة أمامية.
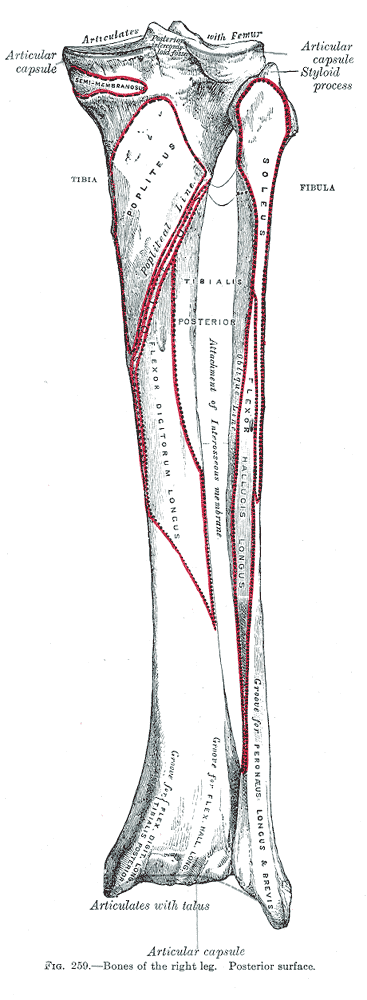
عظام الساق الأيمن ، نظرة من الخلف.
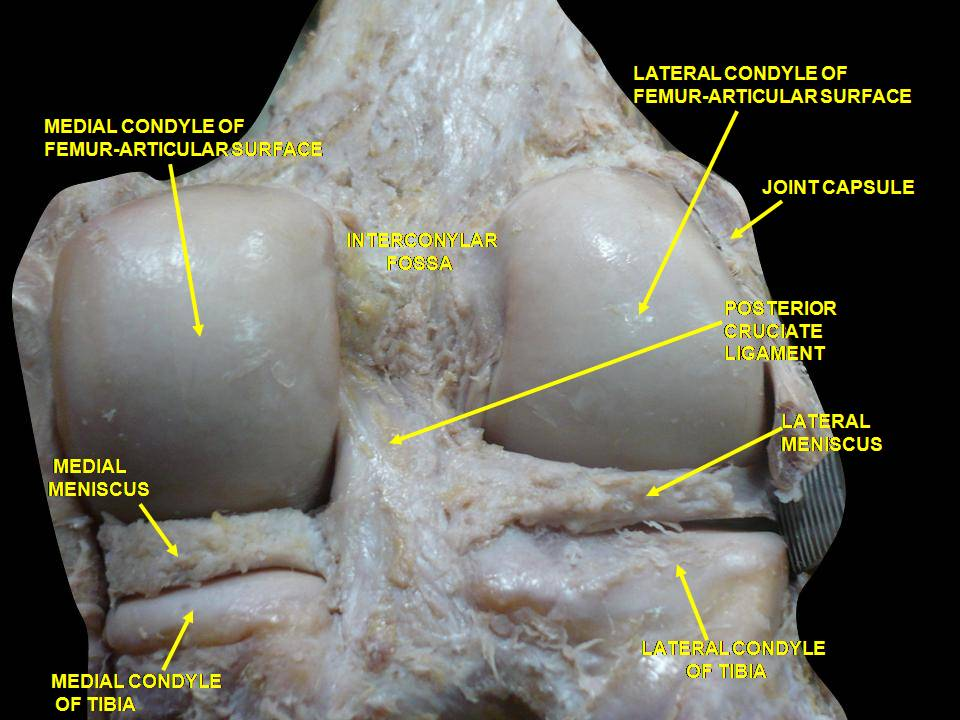
الركبة اليمنى في حالة تمديد. تشريح عميق. عرض خلفي.
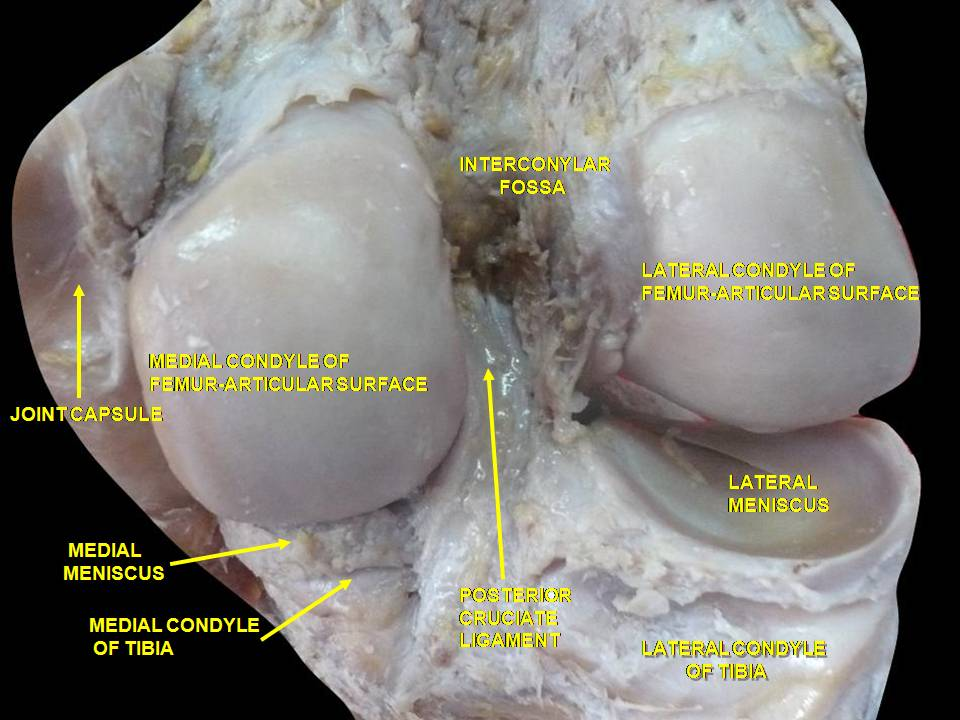
الركبة اليمنى في حالة تمديد. تشريح عميق. عرض خلفي.
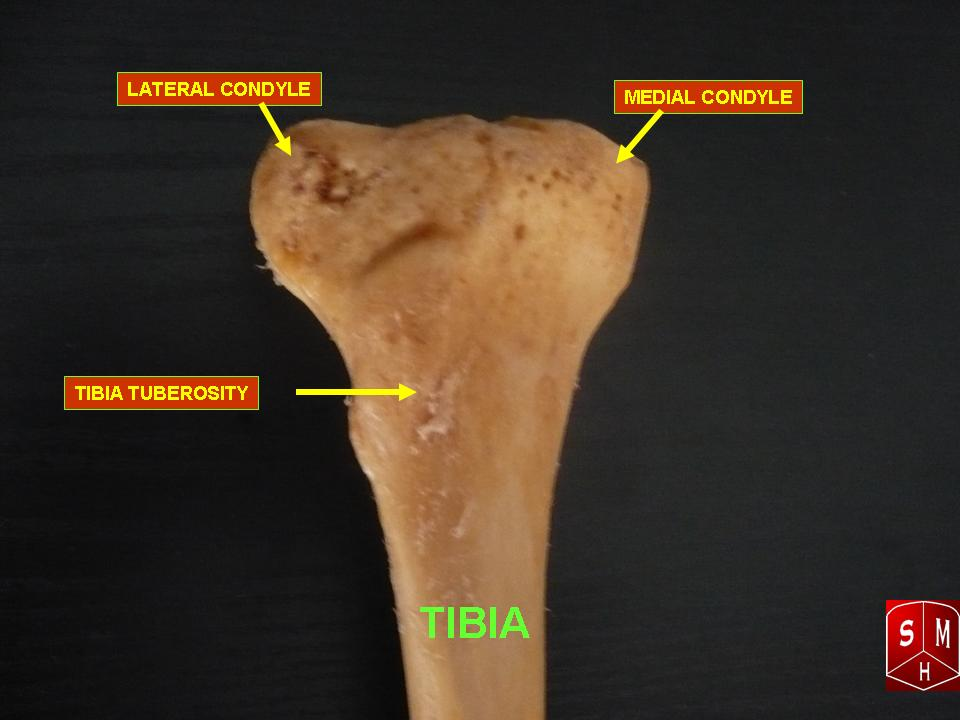
اللّقمة الإنسية لعظم الظنبوب ظاهرة.